# Kanton Villefranche-du-Périgord
Der Kanton Villefranche-du-Périgord war von 1790 bis 2015 ein französischer Wahlkreis im Arrondissement Sarlat-la-Canéda, im Département Dordogne und in der Region Aquitanien; sein Hauptort war Villefranche-du-Périgord, Vertreter im Generalrat des Départements war zuletzt von 2004 bis 2015 Vincent Deltreuil.

## Geografie
Der Kanton war 155,35 km² groß und hatte 2387 Einwohner (Stand 1999).

## Gemeinden
| Gemeinde                 | Einwohner Jahr | Fläche km² | Bevölkerungsdichte | Postleitzahl | Code INSEE |
| ------------------------ | -------------- | ---------- | ------------------ | ------------ | ---------- |
| Besse                    | 156 (2013)     | –          | – Einw./km²        | 24550        | 24039      |
| Campagnac-lès-Quercy     | 289 (2013)     | –          | – Einw./km²        | 24550        | 24075      |
| Lavaur                   | 64 (2013)      | –          | – Einw./km²        | 24550        | 24232      |
| Loubejac                 | 281 (2013)     | –          | – Einw./km²        | 24550        | 24245      |
| Mazeyrolles              | 338 (2013)     | –          | – Einw./km²        | 24550        | 24263      |
| Orliac                   | 61 (2013)      | –          | – Einw./km²        | 24170        | 24313      |
| Prats-du-Périgord        | 149 (2013)     | –          | – Einw./km²        | 24550        | 24337      |
| Saint-Cernin-de-l’Herm   | 231 (2013)     | –          | – Einw./km²        | 24550        | 24386      |
| Villefranche-du-Périgord | 717 (2013)     | –          | – Einw./km²        | 24550        | 24585      |

## Bevölkerungsentwicklung
| 1962 | 1968 | 1975 | 1982 | 1990 | 1999 |
| ---- | ---- | ---- | ---- | ---- | ---- |
| 2717 | 2924 | 2704 | 2574 | 2512 | 2387 |